# Félix Thomine
Félix Jean Léonce Thomine, né à Cherbourg le 9 avril 1866 et mort à Toulon le 6 décembre 1941, est un officier de marine français. 

## Biographie
Fils d'un instituteur, il entre à l’École navale en octobre 1884 et en sort aspirant de 1re classe en octobre 1887. Il embarque alors sur le cuirassé Turenne en campagne en Extrême-Orient puis sur le croiseur Villars dans les mêmes eaux (1887-1889). 
Enseigne de vaisseau (octobre 1889), il sert en 1890 sur l'aviso-transport Durance et participe à la campagne du Dahomey sous les ordres de l'amiral de Cuverville. En 1891, il passe sur le cuirassé Amiral-Baudin en escadre de Méditerranée puis, en 1892, sur le Bengali comme officier de manœuvre à la station des Antilles et de Cayenne. En 1894, il est sur le croiseur Alger en Extrême-Orient.
Lieutenant de vaisseau (juin 1896), il devient en 1897 le second du contre-torpilleur Cassini en escadre du Nord puis passe à l’École des torpilles sur l' Algésiras à Toulon et obtient en septembre 1898 un témoignage de satisfaction pour ses excellents résultats à l’École supérieure d'électricité. 
En 1900, il est nommé à la Direction des défenses sous-marines à Toulon. Second du croiseur-école d'application des aspirants Duguay-Trouin (1901), il entre en 1903 à l’École supérieure de marine dont il est breveté en janvier 1904. Il sert alors comme aide de camp de l'amiral Jauréguiberry dans l'escadre de réserve sur le Brennus puis exerce les mêmes fonctions lors des manœuvres de 1905 auprès de l'amiral Fournier. 
Il reçoit en 1906 le commandement du torpilleur Mousquetaire à la division d'Algérie et devient en 1908, secrétaire du Conseil supérieur de la marine. Il siège alors à la section permanente et à la Commission de tactique. 
Capitaine de frégate (juillet 1909), il commande en second l’École navale puis, en 1911, le transport Bien-Hoa avec lequel il prend part aux opérations sur les côtes du Maroc avant d'être envoyé à l'état-major de la 2e division de la 3e escadre en armée navale. 
Membre de l'état-major de la 1re division légère sur le Jules-Michelet lors du déclenchement de la Première Guerre mondiale, il sert en 1915 sur le Waldeck-Rousseau et participe aux opérations en Méditerranée et en Adriatique. Promu capitaine de vaisseau en décembre 1915, il commande les cuirassés Diderot puis Condorcet en armée navale jusqu’à la fin du conflit. 
Contre-amiral (septembre 1919) et commandant de l’École supérieure de marine (octobre 1919), il réorganise l’École puis reçoit en décembre 1920 le commandement de la division navale d'Extrême-Orient. 
Chef du cabinet militaire du ministre (1923), membre de la Commission de réforme du code de justice militaire, il devient en juillet 1924 préfet maritime de Rochefort. 
Vice-amiral (novembre 1925), préfet maritime de Toulon (novembre 1926), il prend sa retraite en avril 1928.

## Récompenses et distinctions
- Grand officier de la Légion d'honneur (8 janvier 1927)
- Officier d'académie (1906)